# George Robert Dawson
Pour les articles homonymes, voir Dawson.
George Robert Dawson (24 décembre 1790 - 3 avril 1856), est un homme politique conservateur anglo-irlandais. 

## Jeunesse
Il naît à Castledawson, comté de Londonderry, en Irlande, fils d'Arthur Dawson, qui représentait Banagher, Midleton et Newtownards au Parlement irlandais, et de Catherine Tyrone. Il fait ses études à Harrow et Christ Church, Oxford, où il devient ami avec Robert Peel, dont il épousera la sœur par la suite. Il est appelé au barreau du Lincoln's Inn en 1811.

## Carrière politique
En 1812, il occupe le poste de secrétaire particulier de Peel durant son mandat de secrétaire en chef pour l'Irlande. Il est élu député du comté de Londonderry en 1815, à la mort du député sortant, William Ponsonby. Il exerce ses fonctions auprès de Lord Liverpool en tant que sous-secrétaire d'État au ministère de l'Intérieur de 1822 à 1827 et sous le duc de Wellington en tant que secrétaire financier au Trésor de 1828 à 1830. En 1830, il est réélu au Parlement pour Harwich, siège qu'il occupe pendant deux ans, et il est admis au Conseil privé. Il occupe de nouveau le poste de Premier secrétaire de l'Amirauté sous Peel de 1834 à 1835. De 1841 à 1850, il est commissaire et vice-président des douanes. 
À Derry, en 1828, Dawson prononce un discours important dans lequel il préconise l'Émancipation des catholiques. L'année suivante, sous le gouvernement conservateur du duc de Wellington, le Roman Catholic Relief Act 1829 est promulgué. 

## Famille
Dawson épouse Mary Peel, fille de Robert Peel (1er baronnet), le 9 janvier 1816. Il meurt en 1856, laissant cinq enfants, dont Robert Peel Dawson (en), également député. 